# Osteoblast

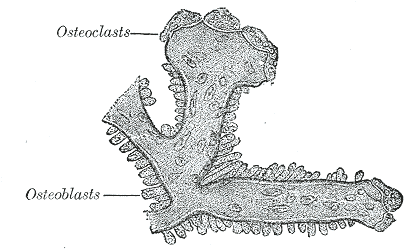
Osteoblasty a osteoklasty na nákresu z Gray's Anatomy

Osteoblast je kostní buňka, která se specializuje na syntézu tzv. kostní matrix, což znamená, že do svého okolí vylučuje kolagen I. typu, různé proteoglykany a glykoproteiny, čímž tvoří kostní tkáň a zúčastní se remodulace kostí. Během života se mění se na tzv. osteocyty - jednu ze základních složek kostí.
Osteoblasty vznikají z preosteoblastů, kmenových buněk v kostní dřeni. Zpočátku mají kulovitý až válcovitý tvar, bazofilní cytoplazmu, velké jádro, výrazný Golgiho komplex a drsné ER. Svými cytoplazmatickými výběžky se spojují s okolními osteoblasty, čímž probíhá i látková výměna v kostech.
Naopak osteoklasty, buňky rovněž přítomné v kostní tkáni, jsou schopné kost rozpouštět.